# Ibiblio
ibiblio (anteriormente SunSITE.unc.edu y MetaLab.unc.edu) es una "colección de colecciones," y provee alojamiento a un diverso abanico de información disponible públicamente y contenido de código abierto , incluyendo software, música, literatura, arte, historia, ciencia, política, y estudios culturales. ibiblio es una biblioteca digital y un archivador de proyectos.
Es iniciado por el School of Information and Library Science y el School of Journalism and Mass Communication en la Universidad de Carolina del Norte de Chapel Hill, con patrocinadores incluyendo el Centro por el Dominio Público, IBM, y SourceForge. También ofrece transmisiones de audio de estaciones de radio. En noviembre de 1994 ibiblio inició la primera transmisión de radio por Internet por retransmisión de la WXYC, la estación de radio de los estudiantes de la UNC. También tiene el crédito por la primera transmisión de radio por IPv6 / Internet2. A menos que se especifique lo contrario, todo el material en ibiblio está considerado parte del dominio público.
ibiblio es un miembro de la Open Library y la Open Content Alliance.

## Historia
En 1992, la Universidad de Carolina del Norte en Chapel Hill desarrolló SunSITE.unc.edu, el cual fue un proyecto de compartición de archivos para el público. Fue fundado por directivos de Sun Microsystems, y pusieron el nombre. La relación con Sun Microsystems llegó a su fin (una relación amistosa, de acuerdo a la FAQ de ibiblio; el cambio en el nombre fue por "una marca neutral que expresara lo que nuestro proyecto ha evolucionado a través de los años") y el nombre fue cambiado a MetaLab. Colaboraron con varias fuentes, incluyendo institutos académicos, corporaciones empresariales, y empresarios relacionados con la tecnología.
También en 1992, sunsite.unc.edu llegó a ser uno de los primeros sitios de Internet de la historia. Hoy, aún aloja una copia de la página web más antigua que se conoce en la historia.
En septiembre del 2000, MetaLab llegó a colaborar con el Center for the Public Domain; el nombre fue cambiado a ibiblio para reflejar la meta de ser "una biblioteca pública y un archivero digital."

## Datos
| Datos                        | 2002                   | 2006          | 2008         |
| ---------------------------- | ---------------------- | ------------- | ------------ |
| Colecciones                  | 800                    | 1600+         | 2500+        |
| Visitas (ftp+www/día)        | 3 millones             | +15 millones  | +16 millones |
| Datos (terabytes)            | 1                      | 8             | 13           |
| Servidores web               | 1 largo, 2 periféricos | 22 www/vhosts | 25 www/vhost |
| Servidores de bases de datos | 2                      | 5             | 7            |
| Estaciones de radio          | 4                      | 7             | 6            |

### Proyectos actualmente soportados
- Cafe au Lait[3] (Alojado)
- Damn Small Linux (Hosts MyDSL)
- Degree Confluence Project (Alojado)
- Eric S Raymond (Alojado)
- etree (Alojado)
- Friends of Tibet[4] (Alojado)
- GPGPU (General-Purpose Computation Using Graphics Hardware)[5] (Alojado)
- Groklaw (Alojado)
- Linux Documentation Project (Comenzado en MetaLab)
- Lyceum (ibiblio-run software research project)
- Openphoto.net (Alojado)
- Osprey[6] (ibiblio-run software research project)
- Project Gutenberg (Alojado)
- Puppy Linux (repositorios)
- Tempora Heroica (Alojado)
- Tiny Core Linux (Alojado)
- Videobloggers (Alojado)
- World Tibet Day[7] (Alojado)
- Yggdrasil Linux (Archivo histórico)